# Big Vin Records
Big Vin Records é uma gravadora  com sede em Arlington, Texas, Estados Unidos, foi formada em fevereiro de 2006 pelo baterista e produtor Vinnie Paul.  Big Vin Records tem um contrato de distribuição com Fontana Records, a qual a Universal Music Group possui. Vinnie ficou famoso por ter sido um membro da banda [Pantera (banda)|[Pantera]] e depois Damageplan com seu irmão, Dimebag Darrel. Ele iniciou a gravadora logo após um ano depois do assassinato de seu irmão durante uma turnê do Damageplan com seu álbum New Found Power em 8 de dezembro de 2004.

## Lançamentos

### Álbuns
- Rebel Meets Rebel (2006)
- Heaven is gone - Seventh Void (2009)

### DVDs
- Dimevision, Volume 1 (2006)

## Lançamentos Futuros
Vinnie já disse que pretende presevar o legado de seu irmão e continuar lançando material gravado. Dimevision Vol. 2 junto com um livro oficial de Dimebag deveria ser lançado em 2008. O livro está sendo escrito juntamente com seu pai, Jerry Abbott. Provavelmente o livro será lançado com a Big Vin Records com algum acordo com alguma editora.
Vinnie está atualmente trabalhando em um DVD/CD como comediante, The Chinaman. Seu lançamento era esperado para 2007 mas devido a morte de alguns parentes do Chinaman . Uma nova data ainda está sendo confirmada.

## Artistas
- Hillbilly Orchestra
- Rebel Meets Rebel
- Seventh Void
- The Chinaman